# Fritz Walter
Friedrich „Fritz“ Walter (* 31. Oktober 1920 in Kaiserslautern; † 17. Juni 2002 in Enkenbach-Alsenborn) war ein deutscher Fußballspieler.
Fritz Walter gehört zu den herausragenden Persönlichkeiten des deutschen Fußballs. Mit ihm als Mannschaftskapitän und „verlängertem Arm“ des Bundestrainers Sepp Herberger gewann die Nationalmannschaft die Weltmeisterschaft 1954. Auch bei der Weltmeisterschaft 1958 war der 37-jährige Routinier und Senior der deutschen Mannschaft Stammspieler des Titelverteidigers.
Auf Vereinsebene spielte Walter 30 Jahre lang beim 1. FC Kaiserslautern und gewann mit ihm zwei deutsche Meisterschaften (1951 und 1953). Im Seniorenbereich eröffnete der Mittelfeld- und Angriffsspieler in der Saison 1938/39 beim Meisterschaftsgewinn in der zweitklassigen Bezirksklasse Mittelpfalz seine Ligakarriere bei Kaiserslautern und beendete seine Spielerlaufbahn in der Oberliga Südwest nach der Runde 1958/59. Von 1940 bis 1958 nahm er an 61 Länderspielen teil, 33 Mal als Torschütze. Für die „Roten Teufel“ absolvierte er von 1945 bis 1959 in der Fußball-Oberliga Südwest 321 Ligaspiele, in denen er 273 Tore erzielte, außerdem in den Endrunden um die deutsche Meisterschaft von 1942 bis 1958 insgesamt 47 Spiele, in denen er 24 Tore schoss. Sein letztes Oberligaspiel absolvierte Fritz Walter am 19. April 1959 bei einer 2:4-Auswärtsniederlage bei Borussia Neunkirchen.
Für seine fußballerischen und sozialen Verdienste wurde Walter vielfach geehrt. 1954 wurde er als erster Spieler zum Ehrenspielführer der Nationalelf ernannt. Sein 1954 erstmals erschienenes Buch 3:2 – Die Spiele zur Weltmeisterschaft war der erfolgreichste Sportband der Welt. Zu seinem 80. Geburtstag wurde ihm als erstem und bisher einzigem Träger die Ehrenbürgerschaft des Landes Rheinland-Pfalz verliehen. Der Sportjournalist Rudi Michel, langjähriger journalistischer Wegbegleiter und Freund von Fritz Walter, sagte über ihn: „Kein anderer deutscher Fußballer, kein ‚Kaiser‘, kein ‚Bomber‘, kein ‚Uns Uwe‘ genoss derartige Anerkennung wie dieser Pfälzer Jung. Für viele ist er neben Max Schmeling der populärste deutsche Sportler aller Zeiten.“

## Jugend
Friedrich „Fritz“ Walter wurde 1920 als ältestes von fünf Kindern der Eheleute Dorothea Walter, geborene Kieburg, und Ludwig Walter in Kaiserslautern geboren. Er hatte zwei Schwestern, Gisela und Sonja, und zwei Brüder, Ludwig und Ottmar, die beide ebenfalls beim 1. FC Kaiserslautern Fußball spielten. Fritz und Ottmar Walter spielten später gemeinsam in der Nationalmannschaft und wurden 1954 Weltmeister.

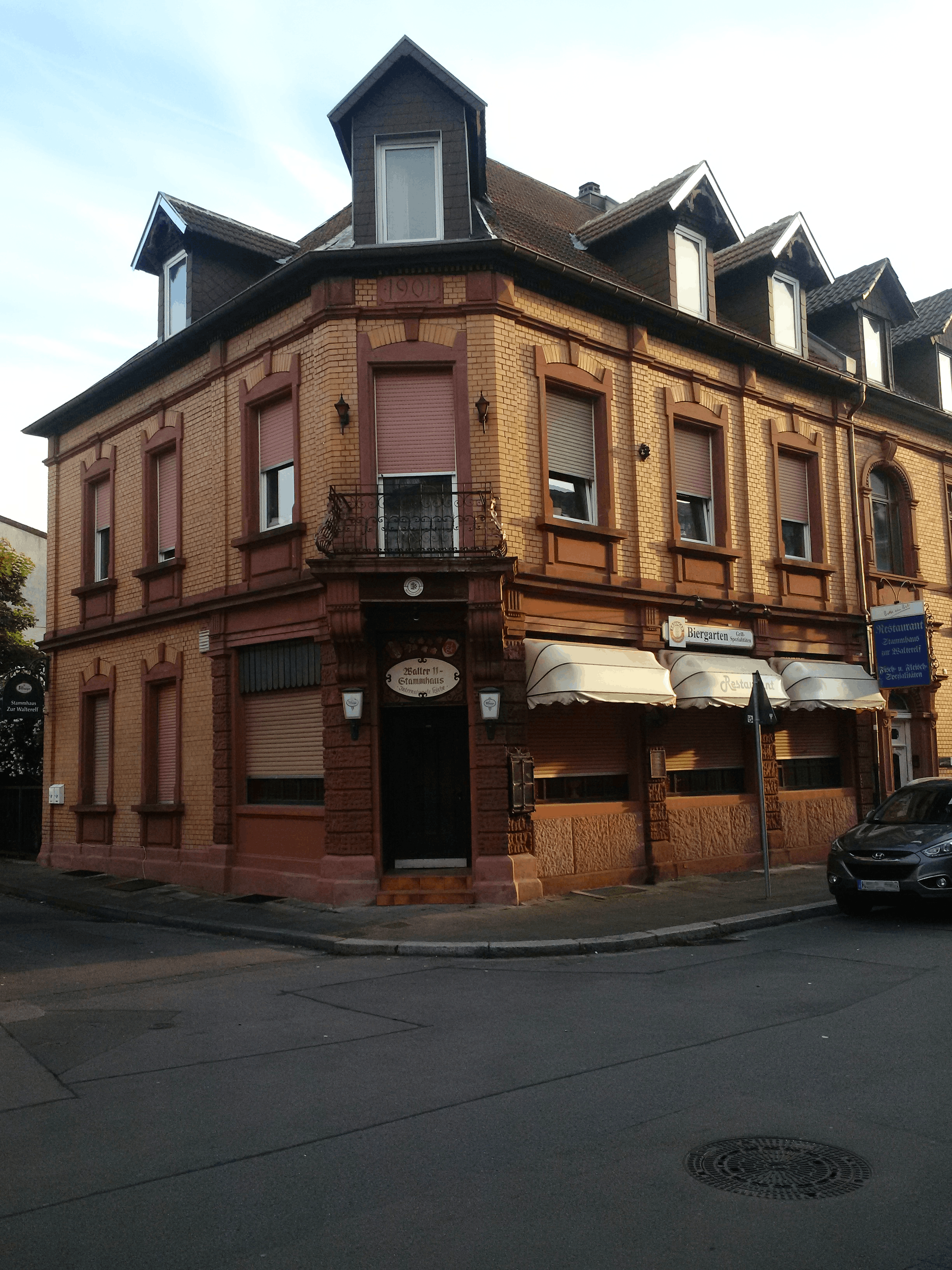
Geburtshaus von Fritz und Ottmar Walter

Als Sohn des Vereinswirts des 1. FC Kaiserslautern kam Fritz Walter schon in frühester Jugend mit dem Fußball in Kontakt. Seine ersten Schritte auf dem Fußballplatz machte er als Siebenjähriger in der Schülermannschaft des FV Kaiserslautern, eines der Vorgängervereine des 1. FC Kaiserslautern. Zunächst spielte er auf der Position des rechten Verteidigers, wechselte aber schon bald in den Angriff der FCK-Jugend und wurde hier stadtbekannt. Rudi Michel erinnerte sich im November 1985 an Fritz Walters Anfänge: „Ganz genau weiß ich das Jahr nicht mehr, aber es muß so um 1928/29 gewesen sein. Damals hat mein Vater alle 14 Tage sonntags beim Mittagessen gesagt, heut’ gehen wir früher ‚uff de Betze‘, vor der ersten Mannschaft spielt’s klää Fritzje.“ ’s klää Fritzje war damals der Kleinste in der Schülermannschaft des 1. FC Kaiserslautern, zog aber mit seiner Ballbeherrschung und seinen spielerischen Fähigkeiten schon durchschnittlich 2000 bis 2500 Zuschauer an. Das einhellige Urteil der Experten war: „Der wird mal […] ein ganz Großer […]. Der kann schon alles. Nur wachsen muß er noch.“
Sportlich und charakterlich wurden die Jugendspieler auf dem Betzenberg geprägt von den Trainern Peter Zängry und Karl Berndt. Auch der ehemalige Nationalspieler Georg Wellhöfer nahm bei gelegentlichen Trainingseinheiten und Nachwuchslehrgängen des nationalsozialistischen Reichsbunds für Leibesübungen Einfluss auf die Entwicklung der „Betze-Buben“.
Mit 13 Jahren wurde der Nachwuchsspieler erstmals in der regionalen Presse erwähnt; nach einem Vorspiel der FCK-Schüler gegen den FK Pirmasens (11:1) vor einem Repräsentativkampf Südwest gegen Württemberg schrieb die NSZ Rheinfront am 7. März 1934: „Insbesondere war es der prächtige Mittelstürmer Walter des 1. FCK, der die Massen begeisterte.“ Am 25. März 1938 debütierte der Jugendspieler bei einem Freundschaftsspiel gegen den 1. FC Pforzheim (5:5) in der 1. Mannschaft der Lauterer und schoss zwei Tore.
Auch Fritz Walters schulische Leistungen waren hervorragend; während seiner Banklehre bei der Bankagentur Heinrich Hasemann von 1935 bis 1938 besuchte er die Handelsabteilung der Berufsschule Kaiserslautern und erhielt im Entlassungszeugnis vom 12. April 1938 in allen Fächern die Note „sehr gut“. Mit Unterstützung des Oberbürgermeisters Richard Imbt erhielt er zum 1. Juni 1939 eine Anstellung in der Buchhaltung der von FCK-Gründungsmitglied Karl Wünschel geleiteten Stadtsparkasse. Hier arbeitete er bis zu seiner Einberufung zum Militärdienst im Dezember 1940.

## Karriere

### Beginn im Seniorenbereich, 1938 bis 1940
Nachdem der 1. FCK in der Saison 1937/38 als Vorletzter aus der Gauliga Südwest abgestiegen war, wurde der Ex-Berliner Karl Berndt neuer Trainer und Fritz Walter übernahm eine zentrale Rolle in der 1. Mannschaft. Sein Anteil an der sportlichen Renaissance des FCK war so groß, dass in den Spielprogrammen bereits 1940 von der „Walter-Mannschaft“ die Rede war. Am 11. September 1938 startete der 1. FCK mit einem 8:1-Erfolg und vier Walter-Treffern gegen den SV Niederauerbach in die Verbandsrunde im zweitklassigen Bezirk Mittelpfalz. Im Oktober erzielte Walter in den aufeinanderfolgenden Begegnungen gegen den FC Rodalben (7:0) und den WSV Kammgarn Kaiserslautern (5:0) alle zwölf Treffer. 1939 gewann der FCK mit sechs Punkten Vorsprung vor der SG Neustadt die Bezirksmeisterschaft Mittelpfalz. In 24 Spielen hatte die Mannschaft 113 Tore erzielt, Fritz Walter davon alleine 59 Treffer. Im Mai/Juni setzte sich der FCK auch in der Aufstiegsrunde gegen den VfR Frankenthal und die TSG Burbach durch und kehrte damit zur Saison 1939/40 in die Gauliga Südwest zurück.
Einen kompetenten und begeisterten Förderer fand Fritz Walter im Gau-Fußballlehrer Südwest, Karl Hohmann, der ihn bereits in seinem ersten Seniorenjahr zu Lehrgängen und Auswahlspielen berief; unter anderem spielte die Südwestauswahl im November 1938 gegen Baden, im Februar 1939 gegen Lothringen und am 26. März 1939 gegen Italien B. Die Südwest-Gaumeisterschaft 1939/40 wurde in zwei Staffeln ausgetragen; in der Staffel Saar-Pfalz siegte der FCK dank 25 Toren – eine andere Quelle spricht von 30 – von Fritz Walter; in den beiden Spielen um die Meisterschaft gegen den Sieger der Staffel Mainhessen, Kickers Offenbach, setzten sich aber die Offenbacher mit 1:1 und 6:3 durch. In dieser Saison zeichnete Walter sich auch in der Gauauswahl Südwest unter Trainer Hohmann bei den Spielen um den Reichsbundpokal 1939/40 gegen Mittelrhein (2:1), Hessen (3:0, zweifacher Torschütze) und bei der 1:2-Niederlage gegen den späteren Pokalsieger Bayern aus.

### Militärdienst und Fußball im Zweiten Weltkrieg, 1940 bis 1945
Fritz Walter wurde am 5. Dezember 1940 zur Wehrmacht eingezogen. Das Infanterie- bzw. Grenadier-Ersatzbataillon 698, zu dessen Stab er gehörte, war zunächst in der 23er (Daenner-)Kaserne in Kaiserslautern untergebracht und ab dem 13. Juli 1941 in Lothringen stationiert (Standorte: Conflans, Commercy und Thionville). Mitte 1943 kam Walter zu dem aus Marscheinheiten zusammengestellten und in Sardinien, Korsika und Elba eingesetzten Festungs-Bataillon 902. Nach einer Malaria-Erkrankung wurde er zum 1. Dezember 1943 an das Jagdgeschwader 11 der Luftwaffe in Jever abkommandiert. Hintergrund war, dass der dortige Geschwaderkommodore, der fußballbegeisterte Jagdflieger Hermann Graf, eine Fußballmannschaft, die Roten Jäger, aufgestellt hatte, die er ständig durch leistungsstarke Spieler zu verstärken suchte und zu einer der damals besten deutschen Militärmannschaften machte. Unterstützt wurde er dabei durch Sepp Herberger, der jede Gelegenheit wahrnahm, seine herausragenden Spieler vor einem Fronteinsatz zu bewahren. Fritz Walter hat nach dem Krieg ein Erinnerungsbuch über diese Mannschaft veröffentlicht. Nachdem Graf im Oktober 1944 das Kommando über das Jagdgeschwader 52 übernommen hatte, wechselte Fritz Walter in den Stab dieser Einheit, die in der Endphase des Krieges an der Ostfront eingesetzt war.
Auch als Wehrmachtssoldat spielte Walter weiter Fußball; als begehrter Spieler wurde er immer wieder für Spieleinsätze und Trainingslager beurlaubt. Insgesamt trat er während des Krieges in nicht weniger als zehn verschiedenen Formationen an: als „Urlauber“ beim 1. FCK, als „Gastspieler“ bei der TSG Diedenhofen und der TSG Saargemünd, als „Repräsentativer“ in der Gauauswahl Westmark, als „Internationaler“ in der Reichself, als Soldat in der Kickerkompanie des Wachbataillons Großdeutschland, in den Standortmannschaften von Kaiserslautern und Diedenhofen, in der Pariser Soldatenelf und bei den Roten Jägern. Sogar einen Abstecher zum Film gab es, als er in dem 1941 gedrehten Kinofilm Das große Spiel zur Mannschaft des fiktiven „FC Nord“ gehörte.
Der 1. FCK belegte mit Walter 1940/41 hinter dem FV Saarbrücken im Gau Westmark den 2. Rang; in 13 Spielen erzielte er 16 Tore. Zum Meisterschaftsgewinn 1941/42 steuerte er in 14 Ligaspielen 43 Tore bei und auch der vier Jahre jüngere Bruder Ottmar zeichnete sich in 17 Ligaeinsätzen mit 15 Toren aus. In den massiv durch die Kriegsumstände beeinträchtigten Runden 1942/43 und 1943/44 kam Fritz Walter nur noch sporadisch für den FCK zum Einsatz. Bruder Ottmar feierte als Kriegsgastspieler bei Holstein Kiel in der Endrunde um die deutsche Fußballmeisterschaft 1943 den 3. Platz und wurde von dem damaligen Reichs- und späteren Bundestrainer Sepp Herberger nach diesem Spiel angesprochen:„Ah – Sie sinn also der klääne Bruder vom Fritz Walter. Er hot mer schun viel vun Ihne erzeehlt. In Ordnung! Sie kumme mit zum nächste Lehrgang fers Länderspiel gege Finnland!“ Doch daraus wurde nichts mehr, der Krieg stoppte alle Fußball-Länderspiele.
Walter, der nach eigenen Angaben während des Krieges keinen einzigen Schuss abfeuerte, wurde bei der Kapitulation der deutschen Wehrmacht am 8. Mai 1945 in der Nähe von Prag von US-Truppen gefangen genommen und anschließend an die Rote Armee ausgeliefert. Er kam in ein Kriegsgefangenenlager bei Sighetu Marmației (Rumänien) nahe der Grenze zur Ukrainischen SSR. Geschwächt von einem Malaria-Anfall spielte er mit ungarischen und slowakischen Wachsoldaten Fußball und gab sich als ehemaliger deutscher Nationalspieler zu erkennen. Die Bewacher brachten ihn zum sowjetischen Lagerkommandanten Schukow. Fritz Walter berichtete 1955 in seinem Erinnerungsbuch Spiele, die ich nie vergesse, dass dieser ihn und seinen jüngeren Bruder Ludwig vor dem Weitertransport in ein sibirisches Gefangenenlager bewahrt und für ihre frühzeitige Entlassung gesorgt habe. Walter bezeichnete daher nicht das WM-Finale 1954, sondern das lebensrettende Fußballspiel mit den Wachsoldaten als das „Spiel seines Lebens“.

### Oberliga Südwest, 1945 bis 1959

#### Fußball in der französischen Zone, 1945 bis 1950
Fritz und Ludwig Walter kehrten am 28. Oktober 1945, drei Tage vor Fritz’ 25. Geburtstag, aus der sowjetischen Kriegsgefangenschaft in das kriegszerstörte Kaiserslautern zurück. Ihre Familie hatte den Krieg überlebt, nur Bruder Ottmar war noch in englischer Gefangenschaft. Unmittelbar nach seiner Ankunft ließ Fritz sich von der neuen Führung des 1. FCK um den provisorischen Vorsitzenden Paul Karch für den Wiederaufbau des Vereins verpflichten und fungierte fortan in Personalunion als Geschäftsführer, Spielertrainer und Spielführer. Da das Betzenberg-Stadion von der französischen Besatzungsmacht beschlagnahmt war, begann das Training am benachbarten Erbsenberg; erst als sich Fritz Walter bereit erklärte, die französische Soldatenmannschaft zu trainieren, überließ die Militärregierung den Betzenberg wieder dem 1. FCK. Zu den Männern der ersten Stunde gehörten die Brüder Ernst und Werner Liebrich, Torjäger Werner Baßler und Verteidiger Werner Kohlmeyer.
Die Vereine im Norden der französischen Besatzungszone nahmen am 6. Januar 1946 mit zehn Mannschaften den Spielbetrieb in der damals „1. Liga Südwestdeutschland Nord“ genannten Liga auf, aus der später die Oberliga Südwest hervorging. Da die Auftaktpartie des FCK in Bingen verschoben wurde, hieß der erste Gegner im Heimspiel am 13. Januar 1946 SV Phönix Ludwigshafen. Der 10:0-Auftaktsieg war ein erstes Indiz für die Spielfreude und Treffsicherheit, die den Stil der „Walter-Elf“ in den kommenden Jahren prägte. Am Ende der Saison wurde mit 95 erzielten Treffern und nur einem Punkt Rückstand auf den 1. FC Saarbrücken die Vizemeisterschaft erreicht.
Größtes Problem bis zur Währungsreform im Jahr 1948 war die außerordentlich schlechte Ernährungs- und Versorgungslage, unter der auch die Fußballspieler litten. Um Abhilfe zu schaffen, vereinbarte der 1. FCK mit Hilfe fußballbegeisterter Land- oder Gastwirte sogenannte „Grumbeer“ (Kartoffel)-, Fressalien- oder Kalorienspiele gegen dörfliche Vereine, wobei die Spielgage für den wesentlich höherklassigen FCK aus begehrten Naturalien wie Nahrungsmitteln oder Kohlen bestand. Ein Nebeneffekt war, dass sich in diesen Gemeinden eine treue Anhängerschaft des FCK entwickelte.
Beim Start in die zweite Saison 1946/47 war auch Ottmar Walter wieder dabei, der nach seiner Entlassung aus der Kriegsgefangenschaft erstmals am 20. Oktober 1946 bei einem Freundschaftsspiel gegen den Wiesenthalerhof für den FCK auf dem Platz stand. Mit seinem Bruder Fritz und Werner Baßler bildete Ottmar den Innensturm, der in den folgenden Jahren zum Albtraum vieler Abwehrreihen wurde. Ein hart erkämpftes 2:0 am 30. März 1947 in Worms war der entscheidende Schritt zur ersten regionalen Meisterschaft nach dem Krieg; mit 23:5 Punkten und 75:15 Toren gewann Fritz Walter als Spielertrainer mit seiner Mannschaft die Meisterschaft in der 1. Liga Südwestdeutschland Nord, wobei er selbst 22 und Ottmar 23 Tore erzielte. Die beiden Spiele um die französische Zonenmeisterschaft im Juni 1947 gegen den VfL 1900 Konstanz waren reine Formsache: Das Hinspiel auf dem Betzenberg gewann der FCK mit 8:1, das Rückspiel am Bodensee mit 8:4.
In der dritten Saison nach dem Neubeginn, 1947/48, vollzog die Mannschaft des 1. FCK unter Walters Führung in der 14er-Staffel der Gruppe Nord den Schritt von der lokalen Größe zur überregional anerkannten Spitzenelf. Mit 48:4 Punkten und 151:18 Toren in 26 Ligaspielen gewann sie mit fünf Punkten Vorsprung vor dem 1. FC Saarbrücken die Meisterschaft im Südwesten. Das Innentrio im WM-System aus Fritz, Ottmar und Baßler erzielte dabei allein 108 Tore. Es gab nur eine einzige Niederlage des Meisters: Ausgerechnet beim Liganeuling VfL Neustadt verlor er am 14. März 1948 mit 0:2 Toren. Das letzte Saisonspiel am 13. Juni war ein Kantersieg mit 13:2 gegen die Gäste vom FSV Mainz 05. Die beiden folgenden Spiele um die französische Zonenmeisterschaft gegen den SV 04 Rastatt waren mit 3:0 und 6:1 wieder nur eine Pflichtaufgabe.
Am 18. Juli startete der 1. FCK in Worms gegen den Südvizemeister TSV 1860 München mit einem 5:1 in die Endrunde um die erste deutsche Fußballmeisterschaft nach Ende des Zweiten Weltkriegs. Eine Woche später setzte sich Lautern mit dem gleichen Ergebnis vor 50.000 Zuschauern in Wuppertal gegen die SpVgg Neuendorf durch und zog damit in das Finale am 8. August 1948 in Köln gegen den 1. FC Nürnberg ein. Unter Spielertrainer Fritz Walter hatte Kaiserslautern den Schritt in die Spitze des deutschen Vereinsfußballs vollzogen. Vor 75.000 Zuschauern setzte sich im Müngersdorfer Stadion der „Club“ mit 2:1 durch und Kaiserslautern wurde deutscher Vizemeister.
In der Runde 1948/49 gelang dem FCK mit 43:5 Punkten und 142:22 Toren der Meisterschafts-Hattrick im Südwesten. Fritz Walter erzielte in 22 Ligaspielen 30 Tore, Werner Baßler sogar 54 Treffer.
Das weitaus wichtigste Ereignis für den Fritz Walter in dieser Saison war aber seine Heirat am 2. September 1948 mit der aus Venedig stammenden Italienerin Italia Bortoluzzi (1921–2001), die als Dolmetscherin für die französische Militärregierung arbeitete. Es war der Beginn einer 53-jährigen Ehe. Trauzeuge war Sepp Herberger.
Die zwei obligatorischen Endspiele um die französische Zonenmeisterschaft gewann die Walter-Elf im Mai 1949 mit 4:0 und 6:3 gegen Fortuna Freiburg. In der Endrunde um die deutsche Fußballmeisterschaft musste Kaiserslautern bereits in der Vorrunde am 12. Juni in Bremen beim Spiel gegen den Nordvizemeister FC St. Pauli an die Grenzen seiner Leistungsfähigkeit gehen: Das Spiel endete nach Verlängerung 1:1. Beim Wiederholungsspiel acht Tage später in Düsseldorf setzte sich der FCK mit 4:1 durch und zog in die Zwischenrunde ein. Dort ging es am 26. Juni in München vor 60.000 Zuschauern im Stadion an der Grünwalder Straße gegen den westdeutschen Meister Borussia Dortmund. Wiederum endete die kräftezehrende Partie mit einem Unentschieden (0:0 nach Verlängerung.) Acht Tage später, am 3. Juli, verlor die entkräftete Walter-Elf in Köln das Wiederholungsspiel mit 1:4. Erich Schanko hing in beiden Spielen wie eine Klette an Fritz Walter als Spielmacher der Lauterer und seine Zerstörerqualität war mitentscheidend für den Erfolg der Dortmunder. Mit dem 3. Platz durch einen 2:1-Erfolg nach Verlängerung gegen Südmeister Kickers Offenbach wurde die Runde 1948/49 beendet. Nach dieser Saison übergab der bisherige Spielertrainer Fritz Walter das Traineramt an Kuno Krügel. Im „Nebenjob“ hatte er zudem den Lokalrivalen VfR Kaiserslautern während dieser Runde als Trainer in die Oberliga Südwest geführt.
Der vierte Meisterschaftsgewinn in Serie im Südwesten fiel 1949/50 mit drei Punkten Vorsprung gegenüber Wormatia Worms deutlich knapper aus als gewohnt; im direkten Vergleich holten die Wormser in den zwei Spielen gegen den FCK 3:1 Punkte. Unter Trainer Krügel und mit Fritz Walter als Kapitän erreichten die „Roten Teufel“ 54:6 Punkte und 157:24 Tore; der Großteil der Treffer ging auf das Konto des torgefährlichen FCK-Innentrios mit Fritz und Ottmar Walter, sowie des führenden Torjägers in der Südwestliga, Werner Baßler mit 47 Toren. Auch die Finalspiele um die französische Zonenmeisterschaft waren kein Spaziergang mehr: Gegen den SSV Reutlingen setzte sich der FCK am 7. Mai 1950 erst in der Verlängerung mit 6:1 durch. In der Endrunde um die deutsche Fußballmeisterschaft reichten zwei Treffer von Fritz Walter am 21. Mai 1950 in Karlsruhe gegen das Team von Rot-Weiss Essen zu einem 2:2 nach Verlängerung. Auch das Wiederholungsspiel am 29. Mai in Köln war strapaziös und kräftezehrend; nach 90 Minuten stand es 2:2 und erst ein Treffer von Ottmar Walter brachte in der Verlängerung den Einzug in die Zwischenrunde. Dort setzte sich der spätere Deutsche Meister VfB Stuttgart in Nürnberg sicher mit 5:2 durch und beendete damit die Meisterschaftshoffnungen der Walter-Elf.
Im Länderpokal 1949/50 zog die Pfalz-Auswahl am 22. Januar 1950 in Ludwigshafen vor 60.000 Zuschauern mit einem klaren 5:0-Erfolg gegen Hamburg in das Finale ein, wobei Fritz Walter zwei Tore erzielte. Im Endspiel am 19. März 1950 konnte er verletzungsbedingt nicht antreten.
Fritz Walter blieb auch ohne die Funktion des Spielertrainers Herz und Hirn und der spielerische Fixpunkt der Mannschaft. Der Verein hatte allerdings mit zunehmenden finanziellen Schwierigkeiten zu kämpfen. Mit 2.000 bis 3.000 Zuschauern bei der Mehrzahl der Heimspiele (nur wenn Worms oder Neuendorf auf den Betzenberg kamen, waren die Ränge voll) reichten die Einnahmen aus den Ligaspielen nicht aus. Der FCK, der bei Auswärtsspielen regelmäßig die gegnerischen Stadien füllte, musste durch Freundschaftsspiele zusätzliche Einnahmen erzielen. Er versuchte seinen guten Namen – insbesondere in der Person von Fritz Walter – bestmöglich zu vermarkten und nutzte jedes freie Wochenende, um oft sogar zwei Partien zu bestreiten. Diese zusätzlichen Spiele waren nicht nur für die Finanzen, sondern auch für die anhaltende Popularität des Vereins wichtig, stellten aber für die Spieler eine erhebliche Belastung dar.
Die Bedeutung Fritz Walters und des 1. FCK für Stadt und Region in diesen ersten Jahren nach dem Krieg fasste Rudi Michel am 25. November 1985 in seiner Laudatio aus Anlass der Verleihung der Kaiserslauterner Ehrenbürgerschaft an Fritz Walter mit den Worten zusammen: „Fritz Walter hat in der entbehrungsreichen Zeit nach dem Zweiten Weltkrieg mit seiner Mannschaft den Leuten wenigstens Spiele zelebriert. Nur wer diesen Abschnitt mitgemacht hat, wer diese Zeit erlebte, kann ermessen, was die Sonntage den Menschen in Kaiserslautern bedeuteten: Ablenkung von Not und Trauer, von Hunger und Elend. Einzige Abwechslung im tristen Alltag ohne Hoffnung und ohne Perspektive, Ablenkung durch eine Fußballmannschaft. Da war einer, der mit zehn oder zwölf anderen, 90 Minuten lang Zehntausenden sonntags Kino, Kaffeehaus und Konzertsaal ersetzte, ob sie vom Spiel etwas verstanden oder nicht. Sie rannten aus der zerstörten Stadt ins Stadion Betzenberg. […] Der Fritz spielt auf, das mußt du gesehen haben – das einzige Thema abseits von allen Sorgen um die Existenz. Das war Kunst, denn ein Teilaspekt der Kunst besteht darin, den Menschen mehr zu geben als sie selbst vermögen – auf welchen Gebiet auch immer. Zu jener Zeit war Fußball die Kunst der Ablenkung. […] Und der Star dieser Ära war einer von ihnen, Sohn dieser Stadt, einer wie du und ich, einer, der keine Allüren kannte.“

#### Einteilige Oberliga Südwest, 1950 bis 1959

Stiftskirche Kaiserslautern: Begrüßungsumzug „1.FCK, Deutscher Fußballmeister 1951“ mit Festwagen der Brauerei Bender

Im Vorfeld der Saison 1950/51 gründete der Südwesten einen selbständigen Regionalverband mit eigener Oberliga, die der Nordgruppe der vorherigen Französischen Zone entsprach, während sich die Südgruppe dem süddeutschen Verband anschloss. Die neue Oberliga Südwest, wie sie nun auch offiziell hieß, bestand aus 14 Mannschaften. Beim FCK hatte der 31-jährige Richard Schneider das Traineramt von Krügel übernommen. Mit 46:6 Punkten und 95:16 Toren gewann Kaiserslautern mit sieben Punkten Vorsprung gegenüber Worms abermals die Südwest-Meisterschaft. Wegen Verletzungen und Krankheiten konnte Fritz Walter nur in 19 der 26 Ligaspiele auflaufen und erzielte lediglich fünf Tore. In der Endrunde um die deutsche Meisterschaft war er dagegen in allen sechs Gruppenspielen und im Finale erfolgreich im Einsatz. Das Endspiel am 30. Juni 1951 in Berlin vor 85.000 Zuschauern im Olympiastadion gegen Preußen Münster wurde durch das Zusammenspiel der Brüder Walter entschieden: Zuerst verwandelte Ottmar eine Vorlage von Fritz in der 61. Minute zum 1:1-Ausgleich, ehe er in der 74. Minute eine Ecke von Fritz mit dem Kopf zum 2:1-Sieg vollstreckte. Die erste deutsche Meisterschaft für den 1. FCK war der Lohn für die jahrelange sportliche Konstanz und Beharrlichkeit der Männer um Fritz Walter.
Ab der Saison 1951/52 konnten auch die Vereine aus dem Saarland wieder am südwestdeutschen Ligabetrieb teilnehmen. Der 1. FC Saarbrücken wurde prompt Meister in der Oberliga Südwest und zog auch in das Finale um die deutsche Fußballmeisterschaft ein. Der FCK landete auf dem 3. Rang; mit 18 Toren führte Fritz Walter die interne Torschützenliste an, knapp vor Karl Wanger und Bruder Ottmar mit jeweils 17 Treffern. Personelle Verluste (Abgang von Torjäger Baßler zum VfR Mannheim und von Torhüter Adam nach Neuendorf) sowie Verletzungen hatten sich bemerkbar gemacht; so konnte Ottmar Walter wegen einer schweren Knieverletzung nur in 19 Spielen antreten. Neuzugänge und talentierte Nachwuchsspieler gaben aber Hoffnung für die nächste Saison.
Tatsächlich holte sich der 1. FCK in der folgenden Saison 1952/53 vor den punktgleichen Teams TuS Neuendorf und 1. FC Saarbrücken erneut die Südwestmeisterschaft. Ein überragender Fritz Walter bestritt alle 30 Ligaspiele, erzielte 38 Tore und war Dirigent und spielerischer Ausgangspunkt der Mannschaft. Sensationell war besonders der 9:0-Kantersieg am 25. Januar 1953 gegen den Vorjahresmeister 1. FC Saarbrücken. In der Gruppenphase der Endrunde um die deutsche Meisterschaft setzte sich Kaiserslautern überlegen gegen Eintracht Frankfurt, den 1. FC Köln und Holstein Kiel durch und kam im Endspiel am 21. Juni 1953 in Berlin gegen den Titelverteidiger VfB Stuttgart zu einem ungefährdeten 4:1-Sieg. Überschattet wurde das Finale durch den Volksaufstand in der DDR vier Tage zuvor, trotzdem verfolgten 80.000 Fans das Endspiel. „Stuttgart hat verloren, weil es keinen Fritz Walter hat“, so brachte es der auf der Tribüne sitzende Schalker Coach Fritz Szepan auf den Punkt. Der 1. FC Kaiserslautern war unbestritten die Mannschaft der Saison. Das Team um Fritz Walter, der Spielmacher, Torjäger, Trainer und „Seelsorger“ der Roten Teufel zugleich war, stand auf dem Zenit seines Könnens.
Von 1954 bis 1957 sammelte der FCK mit Fritz Walter noch weitere vier Südwestmeisterschaften, stand 1954 und 1955 noch zweimal im Finale um die deutsche Fußballmeisterschaft, verlor aber beide Endspiele. 1957 war bereits nach der Gruppenphase Schluss. In seinen letzten zwei Runden in der Oberliga Südwest, 1957/58 und 1958/59, konnte sich der 1. FCK nicht mehr für die Endrunden qualifizieren; im letzten Jahr betrug der Abstand zu Meister FK Pirmasens beachtliche acht Punkte. Auch ein Ausnahmespieler wie Fritz Walter, der für den Fußball lebte und für seine disziplinierte Lebensweise und vorbildliche Trainingsmoral bekannt war, musste schließlich dem Alter seinen Tribut zollen. Am 21. Juni 1959 bestritt der berühmteste Fußballer von Kaiserslautern und Südwestdeutschland, der prägende Spieler der Oberligaära nach dem Zweiten Weltkrieg, sein Abschiedsspiel. Nochmals führte er seinen FCK vor 20.000 Zuschauern zu einem 4:2-Erfolg gegen die Gäste von Racing Paris. Er verabschiedete sich mit den Worten: „Meine aktive Tätigkeit im 1. FC Kaiserslautern muss ich jetzt beenden, weil man mit 38 Jahren einfach nicht mehr Sonntag für Sonntag Höchstleistungen vollbringen kann, die das Publikum in Erinnerung an frühere Zeiten vielleicht von mir erwarten könnte. Außerdem ist es Zeit, auch im Verein der Jugend Platz zu machen.“

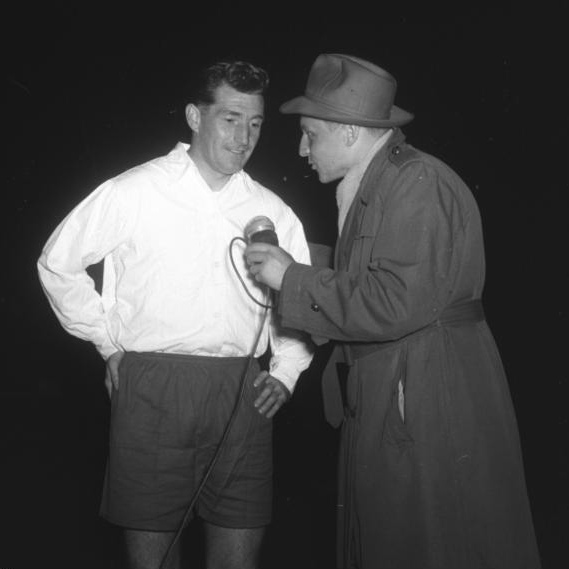
Fritz Walter 1956 bei einem Interview anlässlich des Spiels gegen Wismut Karl-Marx-Stadt

In einem Freundschaftsspiel des FCK gegen den SC Wismut Karl-Marx-Stadt erzielte Fritz Walter 1956 sein legendäres Hackentor von Leipzig. Es wurde als eines der besten Tore aller Zeiten bezeichnet. Walter ließ sich bei einem Eckball, der in seinem Rücken ankam, nach vorne fallen und beförderte den Ball mit der rechten Hacke über den eigenen Kopf ins rechte Eck. Dem Leipziger Sportfotografen Hanns-Peter Beyer glückte die Aufnahme, das Fritz Walter in Aktion zeigt und sie ist das einzige Dokument, das der Nachwelt eine vage Ahnung vermittelt von diesem magischen Moment im Leipziger Zentralstadion. Der DDR-Sportreporter Wolfgang Hempel bezeichnete es als „Tor des Jahrhunderts“.
Walter galt in den 1950er Jahren als bester Fußballer Deutschlands und erhielt verlockende Angebote von großen europäischen Spitzenvereinen. 1951 bot Atlético Madrid für einen Zweijahresvertrag 500.000 DM Gehalt (entsprechend etwa 1,6 Millionen Euro im Jahr 2025), dazu Prämien, Auto, mietfreies Wohnen – enorme Summen für jemanden, der als Vertragsspieler des 1. FCK nicht mehr als 120 Mark monatliches Grundgehalt beziehen durfte. Mit der lapidaren Begründung „Dehäm is dehäm“ entschied der bodenständige Walter sich, in der Pfalz zu bleiben. Auch Angebote von Inter Mailand, dem FC Nancy und Racing Paris lehnte er ab. Später schrieb er in einer seiner Kolumnen: „‚Schätzche, was mache mer?‘ hab ich meine Frau Italia gefragt. ‚Brauchst du mich doch gar nicht erst zu fragen‘ hat sie mir geantwortet, ‚da oben dein Betzenberg, der Chef, dein FCK, die Nationalmannschaft …‘“. Ein Auslandsengagement hätte in den 50er Jahren nämlich das Ende der Nationalmannschaftskarriere bedeutet; erst bei der Weltmeisterschaft 1962 in Chile wurde mit Horst Szymaniak der erste Auslandsprofi berücksichtigt. Der Entschluss zum Bleiben wurde Fritz Walter aber auch dadurch erleichtert, dass Sepp Herberger den adidas-Gründer Adi Dassler davon überzeugte, Fritz eine repräsentative Funktion in seinem Unternehmen anzubieten.

### Nationalspieler, 1940 bis 1958

#### Während des Zweiten Weltkriegs, 1940 bis 1942
Im berühmten Notizbuch von Reichstrainer Sepp Herberger stand der Name Fritz Walter schon seit 1938. Karl Hohmann, Ex-Nationalspieler und damaliger Trainer im Gau Südwest, hatte Herberger auf das Talent aufmerksam gemacht, nachdem er den Lauterer in einem Lehrgang gründlich geprüft hatte. Als Hohmann seinen Freund Herberger vor dem nächsten Gautrainingskurs benachrichtigte, wollte dieser Walter vorher gar nicht sehen; das Talent sollte im Spiel auf sich aufmerksam machen. Herberger war von dem Ernst und der Leidenschaft, mit der Fritz Walter trainierte, tief beeindruckt.
Die ersten Einsätze in der Reichsauswahl hatte Fritz Walter am Samstag, dem 15. Juli 1939, als sie im Schweinfurter Willy-Sachs-Stadion bei einem Gausportfest über die Bayern-Elf 6:5 siegte, dann am 3. September 1939 in Chemnitz gegen den Sportgau Sachsen. Im Bayern-Spiel begegnete Walter erstmals August Klingler, ebenfalls ein außergewöhnliches Offensivtalent, mit dem er sich auch abseits des Spielfelds prächtig verstand; Fritz und „Guscht“ wurden Freunde.
Am 14. Juli 1940 fanden sowohl die Halbfinalspiele um die Deutsche Fußballmeisterschaft 1940 als auch in Frankfurt ein Länderspiel Deutschland gegen Rumänien statt. Daher standen viele Vereinsspieler nicht zur Verfügung, so dass der 19-jährige Fritz Walter neben einer Reihe anderer Debütanten sein erstes Länderspiel in der Nationalmannschaft bestritt. Bei dem fulminant herausgespielten 9:3-Erfolg gelang ihm nicht nur wegen seiner drei Tore ein ausgezeichneter Einstand. Herberger sagte nach dem Spiel zu ihm: „Ich freue mich, Fritz, Sie haben mich nicht enttäuscht. Sie dürfen wiederkommen.“
Einige Wochen später folgte ein 13:0 gegen Finnland, zu dem Walter zwei Tore beitrug. Herberger pflegte zu sagen, dass sich erst nach zehn oder zwölf Spielen herausstelle, ob jemand für die Nationalmannschaft wirklich tauge. Bei Fritz Walter hatte er schon nach dem zweiten Spiel keine Zweifel mehr. Noch mehr als durch seine Torjägerqualitäten glänzte Walter durch sein spielerisches und taktisches Vermögen, mit dem er die Angriffe seiner Mannschaft lenkte. Mit ständigen Positionswechseln bis in die Abwehr hinein verkörperte er einen völlig neuen Typ Stürmer. Zwanzig Jahre später äußerte sich Herberger: „Fritz wurde nicht entdeckt. Sein einmaliges Talent bot sich an, drängte sich auf, setzte sich durch. Von diesem Zeitpunkt an bis zum heutigen Tag war Fritz aus unserer Nationalmannschaft für mich nicht wegzudenken.“
Fritz Walter wurde Herbergers „Liebling“, wie er ihn selbst nannte, dem seine besondere, geradezu väterliche Fürsorge galt und den er gegen den eigenen Verein, gegen die Reichssportbehörde, gegen militärische Vorgesetzte wie gegen die Presse in Schutz nahm. Für niemanden tat er so viel wie für ihn, niemandem gegenüber öffnete er sich so vertrauensvoll und zeigte so unverhüllt seine Zuneigung. Andererseits war aber auch die Kontrolle total: Was gut war für den Fritz, bestimmte Herberger allein.
In den Kriegsjahren 1940 bis 1942 bestritt Fritz Walter insgesamt 24 Länderspiele und erzielte 20 Tore. Herausragend waren die zwei Länderspiele gegen Ungarn am 6. April 1941 in Köln und am 3. Mai 1942 in Budapest. In Köln glückte ein 7:0-Erfolg nach einem hervorragenden Spiel insbesondere des Innensturms mit Hahnemann, Walter und Schön. In Budapest drehte die DFB-Elf einen ungarischen 3:1-Halbzeitvorsprung noch zu einem 5:3-Erfolg um und erzielte den ersten deutschen Sieg in Budapest. Walter spielte auf Halblinks an der Seite von Karl Decker und Edmund Conen und erzielte zwei Tore.
Nach dem mit 5:3 gewonnenen Länderspiel am 18. Oktober 1942 in Bern gegen die Schweiz prophezeite Gabriel Hanot, damals einer der bedeutendsten internationalen Experten, Fritz Walter eine große Karriere. Seine Lobeshymne hängt eingerahmt in Walters Haus im pfälzischen Alsenborn.
Auch im Spiel gegen Kroatien (5:1) am 1. November in Stuttgart wusste Walter zu überzeugen. Kurz zuvor, am 25. Oktober, hatte er beim Testspiel in Ludwigsburg gegen eine württembergische Gau-Auswahl (7:2) Toni Turek kennengelernt. Es war der Beginn einer lebenslangen Freundschaft.
Das letzte Länderspiel im Zweiten Weltkrieg war der 5:2-Erfolg am 22. November 1942 in Preßburg gegen die Slowakei. Krieg und Nachkriegszeit unterbrachen die internationale Karriere Walters, der acht Jahre lang (von 1942 bis 1951) kein Länderspiel mehr bestreiten konnte.

#### Neustart in der Oberliga-Ära, 1950 bis 1953
Wegen einer Verletzung aus dem Repräsentativspiel Südwesten gegen Süddeutschland (2:2) am 11. November 1950 in Ludwigshafen konnte Fritz Walter nicht am ersten Länderspiel nach dem Ende des Zweiten Weltkriegs teilnehmen, das am 22. November 1950 in Stuttgart gegen die Schweiz stattfand (1:0). Bruder Ottmar kam dabei aber zu seinem Nationalmannschaftsdebüt, obwohl hauptsächlich süddeutsche Zeitungen an seiner Aufstellung herummäkelten: „Mit Fritz ja, ohne Fritz wäre der Fürther Horst Schade besser als Ottmar!“ – lautete der Tenor vor dem Spiel. Im Kabinengang wurde er vom verletzten Fritz mit den Worten aufgemuntert: „Sigismund, geh raus und spiel dein Spiel. Such dir deine Laufwege, so wie immer. Dann wisse die annere schon, wo die dir den Ball zuspiele müsse.“
Seinen 25. Länderspieleinsatz hatte Fritz Walter erst im Rückspiel am 15. April 1951. Acht Jahre und fünf Monate nach seinem letzten Länderspiel feierte er beim 3:2-Erfolg in Zürich mit einem Treffer seine Rückkehr in die Nationalmannschaft. Sepp Herberger ließ ihn bei diesem Spiel erstmals die Kapitänsbinde tragen.
Am 5. Oktober 1952 erlebte die deutsche Fußballnationalmannschaft in Paris gegen Frankreich ein Debakel. Vor zehntausend deutschen Schlachtenbummlern verloren die Deutschen 1:3. Verheerend war aber nicht das Ergebnis, sondern die Art, wie die deutsche Mannschaft an diesem Tage vorgeführt wurde. Sie verteidigte nur und hatte in keiner Phase des Spiels eine Siegchance. Fritz Walter wurde ausgeknockt; er spielte mit, aber er erduldete das Spiel wie ein namenloser Mitläufer. Die Verantwortlichen hatten sich zwar im Vorfeld des Spieles bemüht, die Bedeutung der Begegnung herunterzuspielen und „dieses Spiel wie jedes andere internationale Treffen zu betrachten.“ Die Zuschauer beider Länder dürften nicht vergessen, „dass der Erfolg in diesem Länderspiel nichts mit nationalem Prestige und Politik zu tun hat.“ Das war schön formuliert, ging jedoch an der Sache vorbei. Denn jeder wusste, dass es gerade in diesem Spiel um Prestige und Politik ging und dass es wichtig war, wer gewinnen würde. Fritz Walter hatte den Krieg als Soldat erlebt, in dieser Zeit in der Nationalmannschaft und als Soldat zahlreiche Spiele absolviert, davon mehrere in Frankreich und zumindest eines in Paris. Mehr als seine Mitspieler spürte er, dass im Stadion eine besondere Stimmung herrschte, die ihn belastete und seine schlechte Leistung erklären kann. Dem französischen Journalisten Gabriel Hanot von L’Equipe zufolge war Fritz Walter „untergegangen, weil er nicht fertiggeworden ist mit eurem Erwartungshorizont. Im Stadion von Colombes ist auch Revanchismus in der Luft gelegen, mit dem einer wie der gar nichts anfangen kann. Das ist über den Fußball hinaus gegangen und hat ihn überfordert.“
Erstmals war vom Ende einer Ära die Rede. Sepp Herberger hielt jedoch unbeirrt an seinem Kapitän fest und riet Ehefrau Italia: „Lassen Sie die Jalousien runter, stecken Sie ihn ins Bett und sorgen Sie dafür, daß er keine Zeitung liest.“ Als Fritz Walter nach diesem Spiel den Bundestrainer bat, ihn nicht mehr aufzustellen, lehnte Herberger mit den Worten ab: „Ich brauch’ Sie noch jahrelang!“
In Situationen wie dieser zeigte sich, dass Fritz Walter zwar ein genialer Spieler, aber auch hochsensibel und empfindsam war. An einem großen Tag konnte er ein Feuerwerk entfachen wie sonst niemand; an schlechten Tagen aber hing er schnell durch, verlor das Selbstvertrauen und neigte zur Resignation. Dann brauchte er Unterstützung und Antrieb von außen: von seiner Frau, vom Trainer und von seinen Mitspielern. Hier erwies sich das Vater-Sohn-Verhältnis zwischen Herberger und seinem Kapitän als Glücksfall. Herberger stellte ihm in der Nationalmannschaft eine ganze Riege von Kaiserslauterer Vertrauten zur Seite: Werner Kohlmeyer, Horst Eckel, Werner Liebrich und Bruder Ottmar. Walter, der Allroundspieler, in Abwehr und Aufbau gleichermaßen perfekt, setzte als Kopf und Ideengeber der Elf die taktischen Anweisungen des Trainers perfekt auf dem Rasen um. Er akzeptierte jede taktische Vorgabe des Trainers und richtete sein Spiel danach aus – aber dann triumphierte die Intuition, die ihn und sein Spiel einzigartig machte.
Mit Spielen gegen Norwegen und das Saarland gelang die Qualifikation zur Fußballweltmeisterschaft 1954 in der Schweiz. In Walters 39. Länderspiel glückte am 25. April 1954 in Bern mit einem 5:3 gegen die Schweiz die „Generalprobe“ für das Turnier; Spielmacher Fritz Walter erzielte zwei Tore.
Drei Wochen vor Turnierbeginn stand Fritz Walter mit dem 1. FCK am 23. Mai 1954 in Hamburg im Finale um die deutsche Fußballmeisterschaft. Dem Endspielgegner Hannover 96 wurde keine echte Siegchance zugestanden, die Walter-Elf war als Titelverteidiger klarer Favorit. Aber nach einem 1:1-Halbzeitstand wurde die Betzenberg-Elf in der zweiten Halbzeit ausgekontert und verlor klar mit 1:5. Fritz Walter ging deprimiert mit gesenktem Kopf vom Platz, und Herberger wurde jetzt zum Vorwurf gemacht, dass er seinen WM-Kader um fünf Lauterer Nationalspieler herum aufgebaut hatte. Seine schon früher kritisierte „Affenliebe“ zu den Kaiserslauterern wurde ihm jetzt höhnisch vorgehalten. Aber Herberger besaß die Fähigkeit zur positiven Umdeutung von Katastrophen; es war ihm sogar lieber, Männer um sich zu haben, die aus Enttäuschung, Wut und Ärger darauf brannten, ihren guten Ruf wiederherzustellen, als solche, die sich selbstzufrieden auf ihren Lorbeeren ausruhten.

#### Weltmeisterschaft 1954 in der Schweiz
Seinen größten fußballerischen Erfolg errang Fritz Walter als Spielführer der deutschen Fußballnationalmannschaft, die am 4. Juli 1954 im Berner Wankdorfstadion das Finale um die Fußballweltmeisterschaft gegen die klar favorisierte Elf aus Ungarn gewann. Das „Wunder von Bern“ wurde zur Krönung seiner Karriere.

##### Turniervorbereitung
Ungeachtet aller Kritik an Fritz Walter hielt Herberger an seinem Spielmacher fest und konnte gute Argumente dafür anführen: Fritz Walter hatte schwache Spiele gezeigt, aber auch mehrfach seine große Bedeutung für die Nationalmannschaft unterstrichen, so bei den zwei Qualifikationsspielen gegen Norwegen, als er in Oslo im August 1953 den Ausgleichstreffer zum 1:1 erzielte, und als er im November in Hamburg beim 5:1-Erfolg den beeindruckenden Angriff anführte.
Nach einem ersten Treffen des Kaders Anfang Mai im Schwarzwald begann der abschließende Lehrgang vor der Weltmeisterschaft am 26. Mai 1954, drei Tage nach dem Endspiel um die deutsche Fußballmeisterschaft, in der Sportschule Grünwald bei München. Das Training war intensiv, unterstützt durch theoretischen Unterricht und einen abgestimmten Speiseplan. Fritz Walter befand sich in guter körperlicher Verfassung, da er schon aus eigenem Antrieb intensiv trainierte. Kondition war wichtig, um das moderne Spiel mit „Wirbel“ und hohem Tempo zu verwirklichen, das Herberger vorschwebte.
Am 11. Juni bezog die Mannschaft ihr Quartier im Hotel Belvédère in Spiez am Thunersee, für das sich Herberger wegen seiner Abgeschiedenheit und absoluten Ruhe entschieden hatte. Bei der Zimmerbelegung hatte er beschlossen, seinen sensiblen Spielmacher, von dem so viel abhing, mit Helmut Rahn in ein Zimmer zu legen. Denn Rahn war in vieler Hinsicht das Gegenteil von Walter: Er war mit 24 Jahren deutlich jünger, platzte geradezu vor Energie und Übermut und galt als Stimmungskanone, die zu allerlei – auch derben – Späßen aufgelegt war.

##### Turnierverlauf
Das erste Gruppenspiel gewann die deutsche Elf am 17. Juni in Bern gegen die Türkei mit 4:1. Generell fielen die Berichte in den Zeitungen positiv aus. Besonders der überlegene Sturm habe sich als ständiger Unruheherd erwiesen; ausgenommen vom Lob wurde aber Kapitän Fritz Walter, der einem „derartig modernen und atemraubenden Angriffsspiel nicht gewachsen“ gewesen sei und ausgesprochen matt gewirkt habe.
Da eine Niederlage im nächsten Gruppenspiel am 20. Juni gegen den großen Favoriten Ungarn auch im ungünstigsten Fall nur zu einem Entscheidungsspiel gegen die Türkei führen konnte, stellte Herberger dafür nur eine Zweitbesetzung auf, die gegen die Ungarn prompt mit 3:8 verlor. Die deutschen Fans, die mit ansehen mussten, wie ihre Mannschaft im ungarischen Kombinationswirbel und Torrausch regelrecht unterging, pfiffen sie aus, und nach dem Spiel hagelte es vernichtende Kritik für das Team und den Bundestrainer, dessen taktische Personalrochade zu diesem Zeitpunkt nicht erkannt wurde. Fritz Walter, der massiv auf seinen Einsatz gedrängt hatte, waren einige gute Spielzüge geglückt; er hatte nach Meinung der Presse den Leistungstest bestanden.
Beim Entscheidungsspiel um den Viertelfinaleinzug zwischen den punktgleichen deutschen und türkischen Teams am 23. Juni in Zürich trat die deutsche Mannschaft dann wieder in der Formation an, die bereits in der ersten Begegnung gegen die Türkei siegreich geblieben war; nur der verletzte Verteidiger Kohlmeyer musste durch Hans Bauer ersetzt werden. Es glückte ein überlegener 7:2-Erfolg; der Angriff erhielt großes Lob, darunter erneut Fritz Walter, während sich die deutsche Abwehr nicht auf der Höhe zeigte.
Um die im letzten Spiel deutlich gewordene Abwehrschwäche auszugleichen, setzte Herberger im Viertelfinale am 27. Juni in Genf gegen Jugoslawien mit den beiden Halbstürmern Morlock und Fritz Walter auf eine Verdichtung im Mittelfeld. Fritz Walter sollte die deutsche Mannschaft nach hinten absichern, seinen Gegenspieler Zlatko Čajkovski ausschalten, bei Ballbesitz das Spiel kontrollieren, die Angriffe einleiten und notfalls auch selbst abschließen. Die Jugoslawen spielten technisch elegant auf und Angriff auf Angriff rollte auf das deutsche Tor zu. Die deutschen Spieler zeigten sich jedoch in der Lage, aus der Abwehr schnell zum Angriff überzugehen und „aus dem Angriff wiederum zurück vor den eigenen Strafraum“ zu laufen. Dazu benötigten sie die gute Kondition, die sie sich in den letzten Jahren erarbeitet hatten, und die Regie von Fritz Walter, der in diesem Spiel das in ihn gesetzte Vertrauen rechtfertigte und eine überragende Leistung bot. Die DFB-Elf gewann das Spiel mit 2:0 und stand damit im Halbfinale.
Beim Halbfinalspiel am 30. Juni in Basel gegen Österreich (6:1) zelebrierten die von ihrem überragenden Dirigenten Fritz Walter angetriebenen Deutschen ein wahres Fußballfest. Ihrem schnellen Kombinationswirbel hatten die in vielen Szenen statisch wirkenden Österreicher im Lauf des Spiels immer weniger entgegenzusetzen. Und der Hauptverantwortliche für die Demontage der Österreicher war der von Zuschauern und Medien euphorisch gefeierte Kapitän der deutschen Mannschaft. An allen sechs Toren war er direkt oder indirekt beteiligt. Alle Berichte in der deutschen wie in der ausländischen Presse stimmten darin überein, dass die deutsche Mannschaft „die favorisierten Österreicher kämpferisch und spielerisch“ übertroffen habe. Zwei Spieler wurden besonders hervorgehoben: Liebrich und Fritz Walter. Auch diejenigen, die den Spielmacher bisher kritisiert, sein hohes Alter bemängelt oder gar seinen Abschied von der Nationalmannschaft gefordert hatten, lobten ihn in den höchsten Tönen. „So strahlend haben wir Fritz Walter noch nie gesehen“, hieß es in der Presse. Fritz Walter selbst betrachtete dieses Halbfinale als sein bestes Länderspiel überhaupt.
Vor dem Finalanpfiff am 4. Juli in Bern gegen den seit 31 Spielen ungeschlagenen Favoriten Ungarn war die deutsche Mannschaft klarer Außenseiter. Allgemein wurde mit einer erneuten Niederlage gerechnet, bei der man allenfalls auf ein achtbares Ergebnis hoffte. Schon eine Tordifferenz von zwei Treffern galt als „aller Achtung wert“. Die DFB-Mannschaft hatte aber im Turnier zueinander gefunden und sich deutlich gesteigert, ein beeindruckendes Kombinationsspiel gezeigt, großen Einsatzwillen bewiesen und mit Fritz Walter einen Regisseur von überragender Klasse vorzuweisen.
Das Spiel begann denkbar schlecht: Bereits nach neun Minuten führte der Favorit ohne Mühe mit 2:0, bevor Max Morlock eine Minute später der Anschlusstreffer gelang. Die deutsche Mannschaft gab nicht auf, ging zum Angriff über und erzielte in der 18. Minute den 2:2-Ausgleichstreffer. Fritz Walter hatte zwei Eckbälle nacheinander mit Effet und Zielgenauigkeit vor das gegnerische Tor gezogen und der unbeachtete Rahn verwandelte den zweiten Eckball. Jetzt entwickelte sich eine dramatische und ungemein spannende Begegnung. Zur Halbzeit hatte die deutsche Mannschaft die kühnsten Erwartungen übertroffen.
Nach dem Wechsel griffen die Ungarn sofort wieder an; in den ersten 20 Minuten der zweiten Halbzeit bestimmten sie das Spiel, konnten aber kein Tor erzielen. Dann kam die deutsche Mannschaft besser ins Spiel und spielte sich Chancen heraus. Allmählich verschoben sich die Gewichte zu ihren Gunsten. Die Spannung wurde unerträglich. Es waren nur noch wenige Minuten zu spielen, als Helmut Rahn nach einem von Schäfer am linken Flügel eingeleiteten Angriff in der 85. Minute den 3:2-Siegtreffer erzielte.
Fritz Walters Rolle im Turnier wird in dem WM-Buch aus dem Agon-Verlag mit den Worten zusammengefasst: „Der Kapitän war das Herz, die Seele des Kollektivs – nicht nur im Endspiel. Seine fast 34 Jahre waren dem Lenker des deutschen Spiels nicht anzumerken. Überragte als Antreiber, Flanken- und Passgeber, Eckballspezialist. Überzeugte auch in kämpferischer Hinsicht.“ Und Rudi Michel schrieb über das Endspiel: „Für mich war es das größte Spiel, das Fritz Walter je gespielt hat, nicht weil damit die Weltmeisterschaft gewonnen wurde, nicht weil die Ungarn geschlagen wurden. Der Fritz spielte ohne jede Hemmung. Er war der König auf dem Platz, von Puskas war kaum die Rede. Alles, was Fritz machte, war intuitiv richtig und richtungsweisend. Ich hatte immer große Probleme mit dem Wort ‚genial‘, das gehört nicht zu meinem journalistischen Sprachgebrauch. Aber über Fritz hatten das an diesem Tag fast alle Kritiker gesagt und geschrieben. Er spielte so fantastisch, dass ich bis zur letzten Minute Angst hatte, die Ungarn würden ihn jetzt noch irgendwie ausschalten, was sie aber nicht taten. Aber vielleicht war er an diesem Tag einfach nicht auszuschalten.“
Ein wichtiger Faktor im Endspiel war auch das Wetter in Verbindung mit dem Schuhwerk. Infolge seiner Malaria-Infektion im Zweiten Weltkrieg litt Fritz Walter sehr unter Hitze, während kühle Temperaturen und Regen für ihn physisch und psychisch von Vorteil waren und als „dem Fritz sei Wedder“ galten. Es war also ein glücklicher Zufall, dass die wichtigen Spiele der deutschen Mannschaft während der Weltmeisterschaft bei kühlem, oft regnerischem Wetter stattfanden. Hinzu kam, dass die Spieler der Nationalmannschaft auf dem Platz nichts trinken durften, weil man damals fälschlich glaubte: „Je trockener der Körper, desto leistungsfähiger ist er.“ Bei großer Hitze wäre die temporeiche, laufintensive Spielweise der deutschen Mannschaft ohne Flüssigkeitszufuhr kaum durchzuhalten gewesen, während der Regen auch ohne übermäßiges Schwitzen für die nötige Abkühlung sorgte. Als am Finaltag gegen Mittag Regen einsetzte, rief Max Morlock im Mannschaftsquartier begeistert: „Friedrich, es regnet!“ Das „Fritz-Walter-Wetter“ steigerte die Zuversicht im Team.
Bei schwerem, nassem Boden konnte Fritz Walter zudem seine technische Überlegenheit besser zur Geltung bringen. Adolf Dassler, Gründer der adidas-Sportschuhfirma, gehörte zum Betreuerstab des WM-Teams und hatte die Mannschaft mit Schuhen ausgestattet, die mit Schraubstollen versehen waren, so dass die Stollen der jeweiligen Bodenbeschaffenheit angepasst werden konnten. Die Ungarn hingegen spielten noch mit den herkömmlichen schweren genagelten Stollen. Ungarische Funktionäre beklagten diese technische Neuerung als Wettbewerbsverzerrung.

#### Langsamer Abschied aus der Nationalmannschaft, 1956 bis 1958
Nach dem WM-Titel hatte Fritz Walter mit Krankheiten und Verletzungen zu kämpfen. Für Herberger war die Vorstellung, „seine“ Nationalmannschaft müsse ohne „seinen“ Fritz spielen, ein Albtraum. Zwei Tage nach der Weltmeisterschaft sagte er: „Fritz Walter in dieser phantastischen Kondition ist für die nächsten zwei bis drei Jahre geradezu unentbehrlich.“ Weitere zwei Wochen später antwortete er auf die Frage, ob der „alte Fritz“ weiter in der Nationalmannschaft spielen werde: „Natürlich wird er das. Wir haben noch keinen, der auch nur annähernd seine Rolle übernehmen könnte. Und wenn er – und das wird es immer wieder geben – auch vielleicht in den nächsten Spielen nicht die Schweizer Form erreicht, dann ist er immer noch unentbehrlich, als seelisches Zentrum sozusagen.“ In den vier Länderspielen nach dem WM-Sieg vom September bis Dezember 1954 gegen Belgien (0:2), Frankreich (1:3), England (1:3) und Portugal (3:0) fehlte der Kapitän aber. Während des Spiels gegen Belgien in Brüssel am 26. September, an dem er angeblich wegen Krankheit nicht teilnahm, saß Walter auf der Tribüne. Sein Bruder Ottmar verkündete, gegen Lüttich zwei Tage später werde sein Bruder mit dem 1. FC Kaiserslautern spielen. Die Öffentlichkeit bekam mit, dass es nicht mehr zwischen dem Spielführer der Weltmeistermannschaft und seinem Förderer, Entdecker und Freund Sepp Herberger stimmte. Knapp zwei Jahre ging das Hin und Her, mal spielten die Deutschen mit Fritz Walter, mal ohne.
Nach der 1:3-Niederlage am 21. November 1956 in Frankfurt gegen die Schweiz – sportlich war die Herberger-Elf auf ihrem Tiefpunkt angekommen – zog sich Walter aus der Nationalelf zurück. Im Juli 1957 nahm er an einem Sonderlehrgang zur Erlangung der Trainerlizenz in der Sportschule Duisburg-Wedau teil. An den Abenden spielten die Teilnehmer Fußball. Der mitspielende Dettmar Cramer rief bei Herberger an, um über die abendlichen Spiele zu berichten. Sein Fazit: „So großartig, wie der Fritz spielt, spielt in Deutschland kein Mensch.“ Herberger reiste daraufhin nach Duisburg und wohnte ohne Walters Wissen einem abendlichen Spiel bei. Nach der Partie sprach er Walter an: „Fritz, ich habe gesehen, Sie sind wieder fit. Ich denke, ich werde Sie wieder brauchen können“. Die Wiederannäherung zwischen Walter und dem Bundestrainer blieb zunächst deren Geheimnis. In Herbergers Plänen für die Weltmeisterschaft in Schweden spielte Walter (und auch Rahn) immer eine Rolle.
Erstmals lief Fritz Walter wieder am 19. März 1958 beim 2:0 gegen Spanien auf. Sein Comeback war in der Öffentlichkeit umstritten, weil man dem 37-Jährigen nicht mehr zutraute, eine so dominierende Rolle wie beim Titelgewinn 1954 spielen zu können. Doch Herberger gab seinen Plan nicht auf, den neuen Mittelstürmer Uwe Seeler mit dem erfahrenen Spieldirigenten Walter zu koppeln, der ihn auf die Reise schicken und in Szene setzen sollte. Bei der Weltmeisterschaft 1958 in Schweden gehörte Walter wieder zu den stärksten deutschen Spielern, auch wenn er nicht mehr als Kapitän auflief. Diese Rolle hatte Hans Schäfer in seiner Abwesenheit übertragen bekommen. Nach dem Gruppensieg in der Gruppe 1 unterlag Deutschland schließlich im Halbfinale Schweden mit 1:3. Fritz Walter musste nach einem harten Foul von Sigvard Parling in der 75. Minute verletzt für fünf Minuten ausscheiden; nach seiner Rückkehr schleppte er sich nur noch als Statist über das Spielfeld, Deutschland bestritt durch den Platzverweis von Erich Juskowiak die letzten Minuten mit neun Spielern. Das Halbfinale am 24. Juni 1958 war Fritz Walters 61. und letztes Länderspiel; für das Spiel um den dritten Platz gegen Frankreich fiel er verletzungsbedingt aus. Nach der WM erklärte er seinen endgültigen Rücktritt aus der Nationalmannschaft, in der er im Juli 1940 debütiert hatte. Damit gehört Fritz Walter zu den vier Spielern, die mehr als 15 Jahre in der Nationalmannschaft gespielt haben; übertroffen wurde er nur von Lothar Matthäus. Mit 33 Toren in 61 Länderspielen (davon 30 als Kapitän) war Walter bis zum 23. Juni 1966 Rekordtorschütze der Nationalmannschaft, bis er von Uwe Seeler abgelöst wurde.

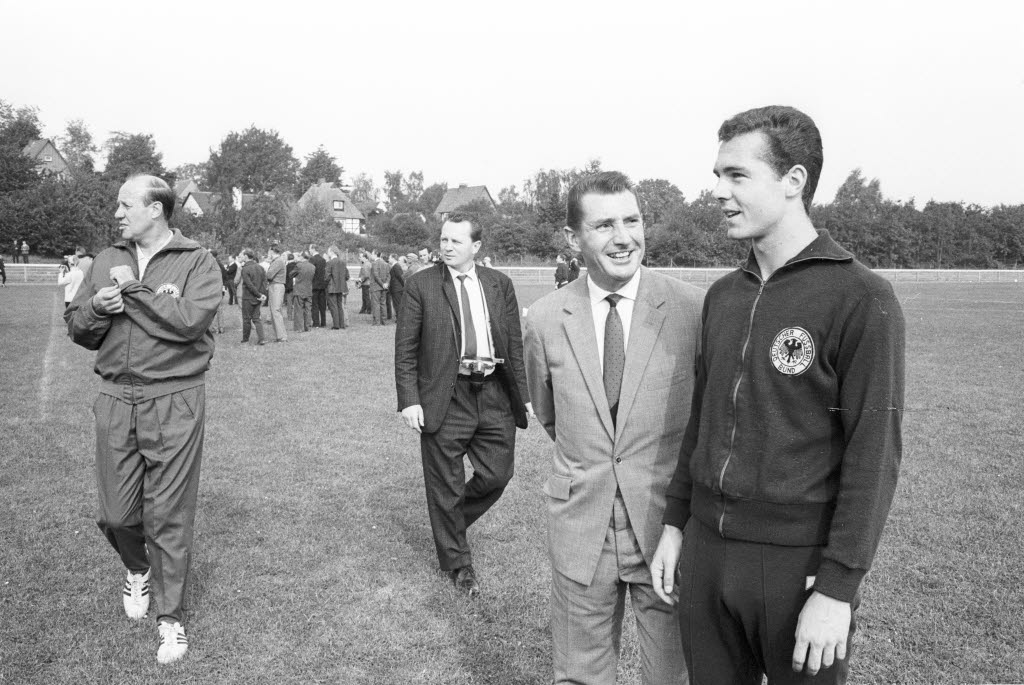
Fritz Walter mit Franz Beckenbauer (rechts) und Helmut Schön (links) in der Sportschule Malente (1965)

Vor der Fußball-Weltmeisterschaft 1962 in Chile versuchte Sepp Herberger noch einmal, Fritz Walter, der inzwischen 41 Jahre alt war und seine Karriere 1959 beendet hatte, zur Teilnahme zu bewegen, hatte aber damit keinen Erfolg. Dabei lief der nach Südamerika mitgereiste Walter durchaus nochmal im Nationaltrikot auf: beim 3:1-Erfolg der deutschen WM-Reservisten über eine von Karl Rappan betreue Schweizer Reservistenmannschaft – hier wirkten mit Jacques Fatton ein Ex-Nationalspieler sowie mit dem als Torschützen erfolgreichen Roger Quinche ein Assistenztrainer mit – einen Tag nach dem Duell der beiden A-Mannschaften im WM-Gruppenspiel legte er das zwischenzeitliche 2:1 durch Günter Herrmann auf.

## Spielweise und Bedeutung
Fritz Walter war ein genialer Spielmacher, hochgradig sensibel, mit Charisma und Autorität ausgestattet sowie mit der Fähigkeit, ein Spiel „lesen“ zu können. Sein Aktionsradius reichte vom eigenen Strafraum bis vor das gegnerische Tor; er half in der eigenen Abwehr aus und war zugleich torgefährlich, ein begnadeter Techniker und ein großer Stratege. Er wusste immer eine Antwort auf die taktischen Finessen des Gegners. Fritz Walter, der Bescheidene, der – auch in seiner Meinungsäußerung – vorsichtig Zurückhaltende, wandelte sich auf dem Platz zu einer starken, spielbestimmenden Persönlichkeit. Er dachte meistens einige Spielzüge weiter als seine Mitspieler. Seine Begabung, den Ball präzise wie eine Billardkugel zu adressieren, seine Fähigkeit, Kontrollfunktion auszuüben, ohne – Blick abwärts – den Ball an seinen Füßen kontrollieren zu müssen, das alles machte ihn frei für den Überblick, selbst in verworrenen Spielsituationen. Fritz Walter besaß alle Merkmale einer Spielerpersönlichkeit, deren Kriterium Sepp Herberger klar umriss: der Umgebung den Stempel des eigenen Spiels aufzudrücken. Von Fritz Walter ging die Initialzündung aus. Auf dem Platz war er der Freigelassene, der selbst zu entscheiden hatte, was richtig oder falsch war. Er war auch in der Abwehr der sichere Anspielpunkt für die bedrängten Kollegen und in bedrohlichen Situationen dem Spiel meistens gedanklich voraus. Man durfte somit – vom Standpunkt des Gegners aus – einen Fritz Walter auch nicht hinter der Mittellinie aus den Augen verlieren, wollte man keine unliebsame Überraschung erleben. Denn der Angriff begann bei Fritz Walter häufig genug in der eigenen Abwehr. Er ging Zweikämpfen nach Möglichkeit aus dem Weg; er verbiss sich nicht in hoffnungslose Unternehmungen und sah in einer torreifen Situation immer den besser stehenden Nebenmann. Fritz Walter konnte mit dem Ball am Fuß jedes Tempo gehen, ohne die Übersicht zu verlieren. Der Passball kam wie an der Schnur gezogen haargenau; bei Freistößen verstand er es, den Ball mit Effet gleichsam um die Ecke zu zirkeln. Eckbälle, Freistöße, Vierzig-Meter-Pässe, Fritz Walter konkretisierte die Ingredienzen des Spiels mit außerordentlicher Präzision. Wer von Fritz Walter „auf die Reise geschickt“ wurde, lief kaum umsonst; der Ball wurde ihm meistens maßgerecht vor die Füße gespielt.
In den ersten Jahren nach dem Zweiten Weltkrieg galt in deutschen Vereinen noch immer das landläufige Vorbild Schalker Kreisel als erstrebenswert. Das war jene Kombinationstechnik um das Schwagerpaar Fritz Szepan/Ernst Kuzorra, womit die „Königsblauen“ in den dreißiger Jahren Meisterschaften und Pokalsiege am Fließband einsammelten. Die berühmte Schalker Formel hieß „Stoppen – Schauen – Passen“. Fritz und Ottmar Walter verwandelten diese gemächliche Spielweise in einen roten Wirbelsturm mit rasantem Tempo. Sie kürzten die Schalker-Formel und schafften das zeitraubende Stoppen ab. Die neue Lauterer These lautete schlicht: „Schauen – Weiterleiten!“. Fritz Walter beherrschte diese Spieltechnik meisterhaft. Keiner konnte damals den Ball, ohne dass dieser den Boden berührte, in der Luft direkt und so präzise zu einem anderen Mitspieler weiterleiten wie er. Mit dem Innenrist oder mit der Hacke, über 5 Meter oder 50. Er sah nicht nur den nächsten, sondern den am besten postierten Mitspieler. Und dorthin kam der Ball mit zauberhafter Präzision. Aus dieser unnachahmlichen Kunst entwickelte sich das damals so typische und unverwechselbare Spiel der Walter-Elf mit vielen Varianten und Überraschungen.
Fritz Walter galt als sehr ehrlich und gestand: „Jahrelang war ich vor jedem Spiel so aufgeregt, dass mir schlecht wurde. Ich saß dann oft bis kurz vor Anpfiff auf dem Klo.“ „Bei ihm“, so hat Herberger einmal gesagt, „war ich mehr Psychologe als Trainer.“ Nach schlechten Spielen war Walter tagelang für niemanden zu sprechen. Vielleicht würde ihm heute seine zögerliche Natur vorgeworfen werden. Denn Fritz Walter war als Fußballer oft selbstzweifelnd, schüchtern und introvertiert. Nicht selten mussten seine Mannschaftskameraden ihren Kapitän auch auf dem Platz antreiben, wenn seine Angst vor der Niederlage größer war als die Lust auf den Sieg – vor allem sein Bruder Ottmar war es, der den Friedrich ein ums andere Mal in ein Spiel zurückholte, das ohne einen starken, nicht zweifelnden Fritz Walter nicht hätte gewonnen werden können. Denn wenn er seine Demut auf dem Feld abstreifte, dann gab es kein Halten mehr für das Spiel seiner Mannschaft. Dann war Fritz Walter genau das, was man bis heute über ihn lesen kann: einer der besten Spieler, der je im deutschen Trikot auflief. Eindrucksvoll bewies er das beispielsweise im Halbfinale der WM 1954, als das hoch eingeschätzte österreichische Team mit einem 6:1-Kantersieg der Weg in das Finale unterbunden wurde. Fritz Walters Auftritt im St.-Jakob-Park in Basel war eine Demonstration seiner Stärke, ohne die es all das, was dann im Finale passierte, nicht gegeben hätte. Selten hat ein deutscher Kapitän seine Mannschaft so überzeugend in ein Finale geführt wie Fritz Walter 1954.
Durch Rudi Michel ist seine Haltung in der für ihn typischen Frageform überliefert: „Was wäre ich denn ohne euch – nichts?“ Die Antwort des Werner Liebrich: „Und wir wären ohne dich gar nichts.“ Der Sensible mit dem mangelnden Selbstvertrauen in die eigene Leistung brauchte den Anschub durch andere, im Klub und anderswo – und außerhalb des Feldes sowieso. Für den Schriftsteller Ror Wolf war er über Jahrzehnte „der zarte Riese“.
Wie vielen anderen Fußballern raubte der Zweite Weltkrieg Fritz Walter seine besten Jahre als Sportler. Dies trifft insbesondere auf die nicht stattgefundenen Weltmeisterschaften 1942 und 1946 und die FIFA-Sperre des DFB für die Weltmeisterschaft 1950 in Brasilien zu. Zwischen dem 22. und 30. Lebensjahr war es Walter verwehrt, auf der großen Bühne der Weltmeisterschaften sein außergewöhnliches Können zu demonstrieren. Erst als Senior, knapp vor dem 34. Geburtstag, konnte er erstmals 1954 an dem fußballerischen Höhepunkt einer Weltmeisterschaft teilnehmen. Seine Mannschaftskameraden in den Turnierwochen in der Schweiz zum WM-Sieg geführt zu haben, ist mit seiner zeitlichen Vorgeschichte eine wirkliche Besonderheit in der Geschichte des Fußballs und trägt wesentlich zu seiner Ausnahmestellung im deutschen Fußball bei.
Als Fans und Fachleute zur Jahrtausendwende über die „Sportler des Jahrhunderts“ abgestimmt haben, fand sich sein Name bei jeder Wahl unter den ersten zehn. Journalisten aller Ressorts schrieben, dass er zusammen mit Max Schmeling einen nicht messbaren Rekord an Volkstümlichkeit unter deutschen Sportgrößen gehalten habe, zeitlos populär wie Max Schmeling, sein großes Vorbild. Darauf war er stolz, wenn er es auch nicht laut gesagt hat. Von Beginn der Karriere an war Sepp Herberger von Fritz Walter fasziniert und bezeichnete ihn später als „den größten Fußballer,“ den der deutsche Fußball je hervorgebracht hat.

## Nach der Karriere

### Trainertätigkeit
Bundestrainer Sepp Herberger hätte Fritz Walter, der als Trainer nach seiner anfänglichen Spielertrainertätigkeit beim FCK von 1945 bis 1949 und der einjährigen Aushilfe 1948/49 beim VfR Kaiserslautern in der Saison 1959/60 den Verbleib des VfL Neustadt/Coburg in der 2. Liga Süd gerettet hatte, gern zu seinem Nachfolger als Bundestrainer gemacht. Doch Walter lehnte aus verschiedenen Gründen ab: „Der Chef wollte, dass ich sein Nachfolger werde, er redete immer wieder mit Engelszungen auf mich und meine Frau Italia ein. Ich bin nie gerne geflogen, wollte einfach weniger unterwegs sein und andere schöne Dinge des Lebens genießen, deshalb habe ich einmal nicht auf den Chef gehört. Deshalb konnte es auch nie den Bundesligatrainer Fritz Walter geben. Das war undenkbar. Wer abgelehnt hatte, Nachfolger von Sepp Herberger zu werden, der konnte nicht für viel, viel Geld als Trainer in die Bundesliga gehen. Bundesligatrainer zu werden wäre durchaus reizvoll gewesen. Doch der Druck wäre sehr groß gewesen. Denn von einem Fritz Walter hätte jeder Klub erwartet, Meister zu werden.“ So beschränkte er sich darauf, an seinem neuen Wohnort Alsenborn ab 1962 als Berater des SV Alsenborn zu wirken. Sein Ruf veranlasste viele talentierte Neuzugänge, zu dem vorher unbekannten Dorfclub zu wechseln, der in den Jahren 1962 bis 1965 in einem Zug von der A-Klasse über die 2. Amateurliga in die 1. Amateurliga und von dort in die zweitklassige Fußball-Regionalliga Südwest aufstieg, wo er 1968 bis 1970 dreimal hintereinander Meister wurde und – allerdings erfolglos – um den Aufstieg in die Bundesliga spielte. Fritz Walter beschrieb diesen rasanten Höhenflug in seinem Buch Alsenborn. Aufstieg einer Dorfmannschaft.

### Berufstätigkeit

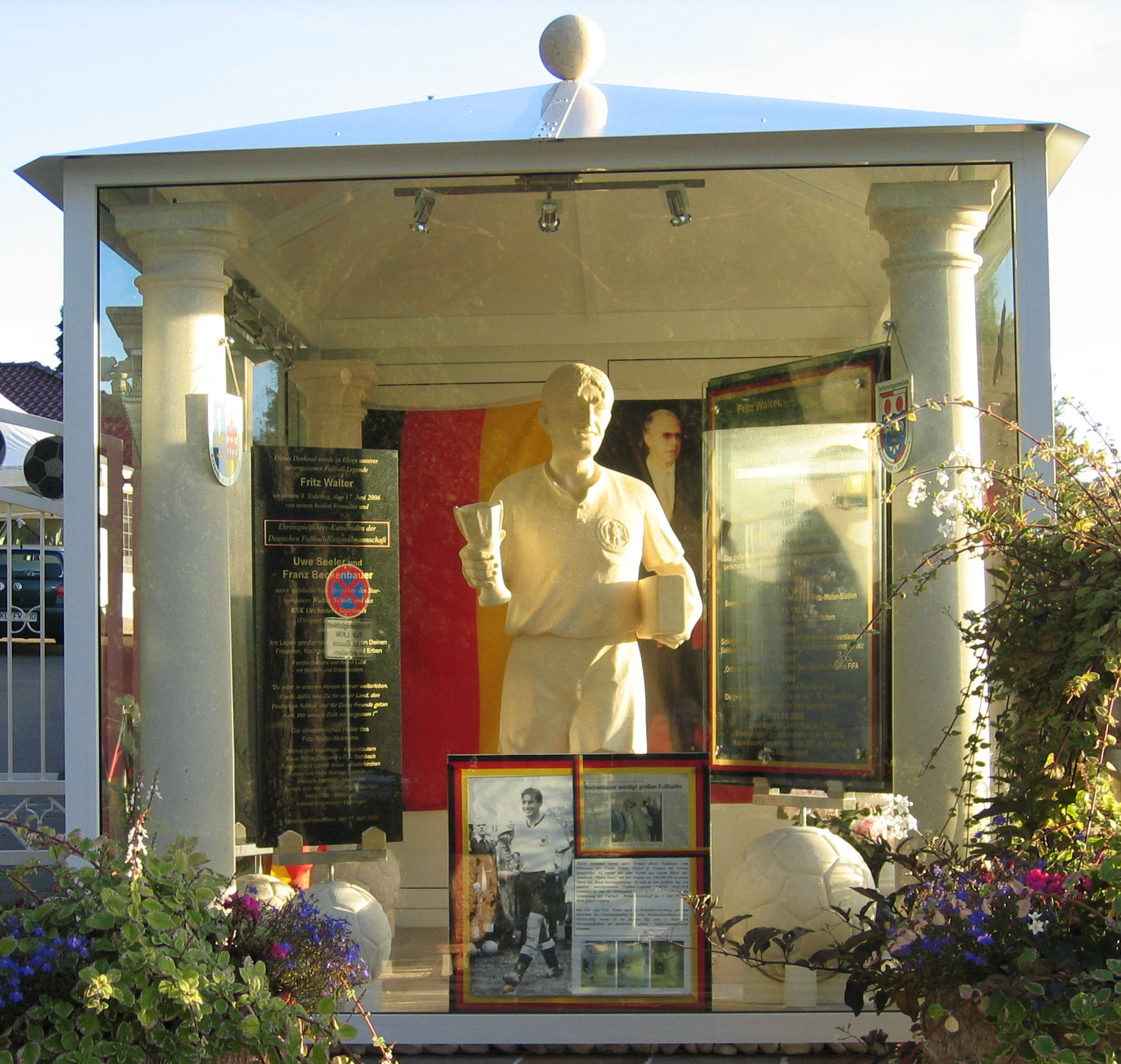
Eingang zum nach seinem Tod zeitweise zum Museum umfunktionierten Wohnhaus Fritz Walters in Alsenborn

Ab 1950 betrieben Fritz Walter und seine Frau Italia Walter eine Toto-Annahmestelle, ab 1952 eine Wäscherei. Hauptkunde war die Kaiserslauterer Kammgarnspinnerei, die ihre gesamte Werkswäsche „bei’s Walters“ waschen ließ. Nach dem Verkauf der Wäscherei an die Kammgarnspinnerei kauften und eröffneten die Walters 1956 das „Universum“-Kino mit integrierter Toto-Annahmestelle. Letztlich lag die berufliche Zukunft der Fußballlegende aber auf einem anderen Feld: Aufstrebende Firmen verpflichteten ihn als ihren Repräsentanten, zunächst Adidas, dann Saba, Hipp, Neckermann und viele andere. Auf der Internationalen Fachmesse für Sportartikel und Sportmode (ISPO) in München erwies sich ein Autogrammstand mit Fritz Walter als überwältigender Erfolg. Von da an engagierten ihn jahrzehntelang Unternehmen für Unterschriftsstunden. Viele Jahre war sein Terminkalender mit 30 bis 40 Arbeitswochen pro Jahr voll ausgefüllt. Darüber hinaus kommentierte er Fußballspiele im Rundfunk und schrieb Sportbücher. So wurde er zum einzigen der 1954er Weltmeister, der seinen Ruhm in wirtschaftlichen Erfolg umsetzen konnte. Äußeres Zeichen seines Wohlstandes war der Bungalow mit Schwimmbad auf einem 5000-m²-Grundstück in Alsenborn.

### Soziales und sportliches Engagement
Fritz Walter engagierte sich für die Augsburger Benefiz-Fußballelf Datschiburger Kickers, die Spenden für wohltätige Zwecke sammelte, und war bis zu seinem Tod über viele Jahre Schirmherr der Schlappekicker-Aktion der Frankfurter Rundschau, die unter anderem in Not geratene Sportler unterstützte. Er vertrat von 1977 bis 1997 die Sepp-Herberger-Stiftung zur Resozialisierung jugendlicher Strafgefangener und wirkte 1999 an der Gründung der vom Land Rheinland-Pfalz, dem DFB und dem 1. FC Kaiserslautern getragenen Fritz-Walter-Stiftung zur Förderung der sportlichen Jugendarbeit mit.
Walter und der „Fritz-Walter-Bonus“ hatten maßgeblichen Anteil daran, dass der Betzenberg eine der Spielstätten der Fußball-Weltmeisterschaft 2006 wurde. Er wirkte als offizieller WM-Botschafter und beteiligte sich aktiv an der Kampagne 5 Weltmeister für Kaiserslautern (mit Horst Eckel, Ottmar Walter, dem damaligen FCK-Trainer Andreas Brehme und dem damaligen Spieler Youri Djorkaeff). Walter äußerte einmal, dass er mit dem Verlauf seines Lebens zufrieden wäre, wenn er die WM 2006 in Kaiserslautern noch erlebte. Dieser Wunsch ging nicht mehr in Erfüllung.

## Spätere Jahre und Tod

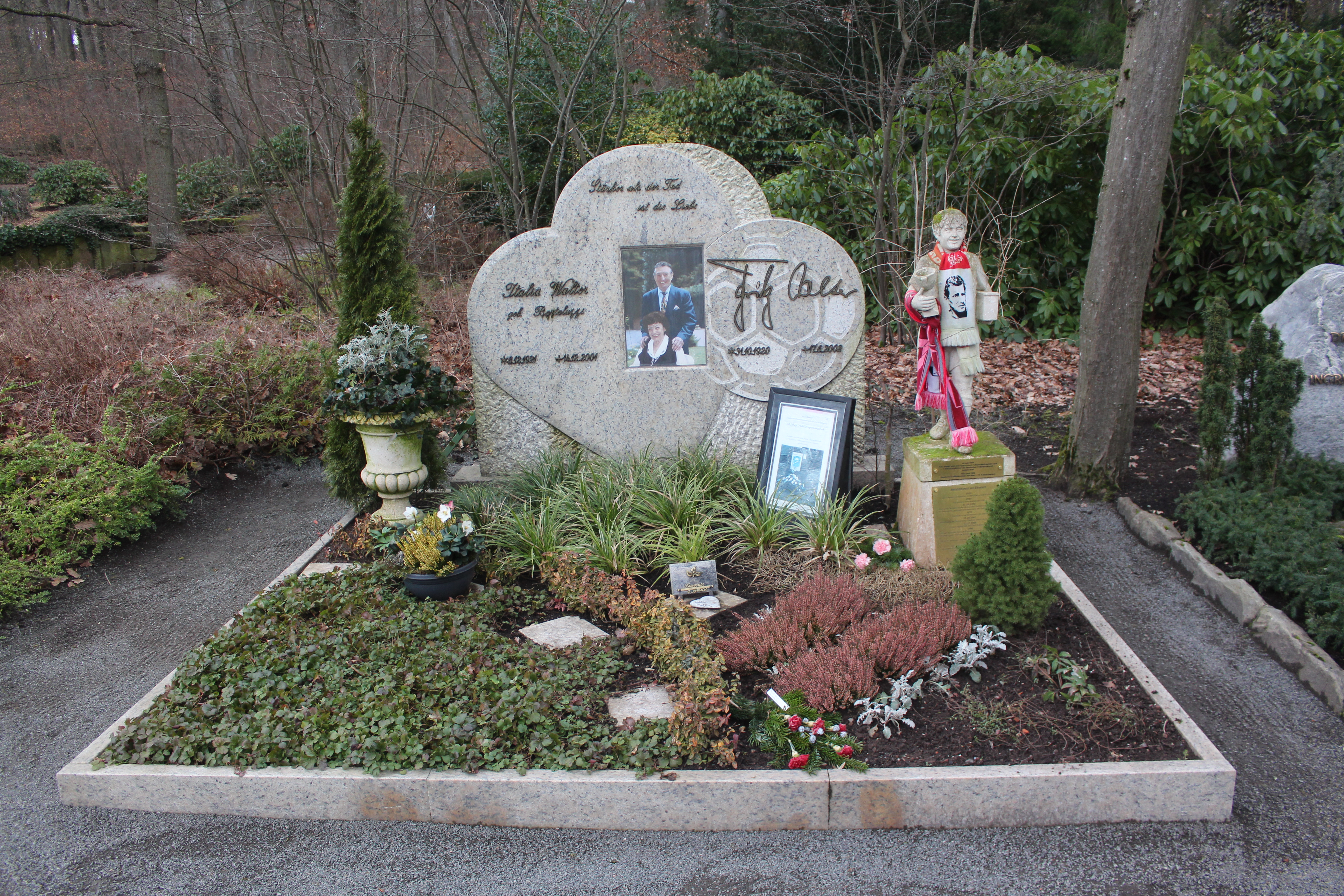
Grabstätte von Fritz Walter und Italia Walter, Hauptfriedhof Kaiserslautern

In seinen letzten Lebensjahren ging Fritz Walter kaum noch in das nach ihm benannte Stadion auf dem Betzenberg: Ein Spiel seines Vereins anzusehen war für den nervösen und hochsensiblen Walter einfach zu aufregend. Bei Länderspielen der deutschen Nationalmannschaft saß angeblich Italia Walter vor dem Fernseher und gab Tore, Fouls und andere Ereignisse an Fritz Walter weiter, der sich in den Garten oder ins Schlafzimmer zurückgezogen hatte.
Fritz Walter starb am 17. Juni 2002 im Alter von 81 Jahren in Alsenborn, weniger als ein Jahr nach dem Tod seiner langjährigen Ehefrau Italia Walter. Beim Viertelfinalspiel der Fußball-Weltmeisterschaft 2002 gegen die US-amerikanische Fußballnationalmannschaft spielten die deutschen Spieler ihm zu Ehren mit Trauerflor. Walter war evangelisch. Er wurde auf dem Kaiserslauterer Hauptfriedhof in einem Ehrengrab beigesetzt. Tausende Fußballfans erwiesen ihm die letzte Ehre.
Das Wohnhaus von Fritz und Italia Walter in Alsenborn wurde nach ihrem Tod von ihren engen Freunden und Erben, dem Ehepaar Bernd und Barbara Lutzi, bewohnt, die es von 2004 bis 2017 der Öffentlichkeit zugänglich machten. Als sie das private Museum aus finanziellen und Altersgründen nicht mehr weiterführen konnten, sollte Fritz Walters Nachlass mit zahlreichen wertvollen Erinnerungsstücken im Februar 2019 versteigert werden. Kurz vor der geplanten Auktion erwarb der damalige Hauptsponsor des 1. FCK, Harald Layenberger, den gesamten Nachlass.

## Erfolge
- Weltmeister: 1954
- Deutscher Meister: 1951, 1953
- Meister Oberliga Südwest: 1947, 1948, 1949, 1950, 1951, 1953, 1954, 1955, 1956, 1957
- Torschützenkönig: Oberliga Südwest 1953 mit 38 Treffern

## Auszeichnungen und Ehrungen

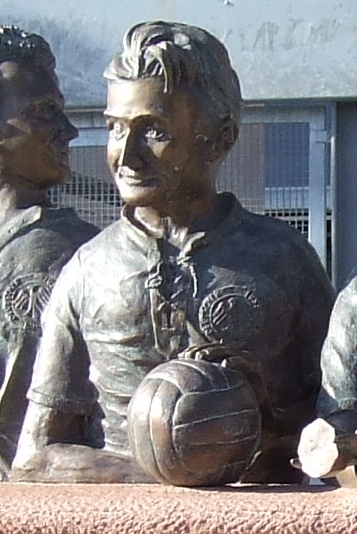
Statue von Fritz Walter vor dem Fritz-Walter-Stadion

- 1950: Erster Ehrenspielführer des 1. FC Kaiserslautern
- 1951, 1954 (2 ×): Silbernes Lorbeerblatt vom Bundespräsidenten[109] (als erster Fußballer und als erster dreimal ausgezeichneter Sportler)
- 1954: Erster Ehrenspielführer der deutschen Fußballnationalmannschaft (Ehrenschild des DFB)
- 1954: Sportplakette der Stadt München
- 1955: Goldene Ehrennadel des DFB; Einstufung als „Weltklasse“ in der Rangliste des deutschen Fußballs
- 1962: DFB-Ehrennadel mit goldenem Kranz
- 1962: Goldenes Band der Sportpresse (Berlin)
- 1970: Goldenes Stadtwappen (Plakette) der Stadt Kaiserslautern; Großes Verdienstkreuz des Verdienstordens der Bundesrepublik Deutschland
- 1974: Goldenes Rad der Osnabrücker Sportpresse
- 1975: Großes Bundesverdienstkreuz mit Stern
- 1985: Ehrenbürger der Stadt Kaiserslautern. Das Betzenberg-Stadion in Kaiserslautern wird umbenannt in Fritz-Walter-Stadion am Betzenberg
- 1994: FIFA-Verdienstorden[110]
- 1997: Georg von Opel-Preis
- 1998: Goldene Plakette der Stadt Kaiserslautern; Goldene Ehrennadel mit Brillanten des 1. FC Kaiserslautern
- 2000: Erster und bislang einziger Ehrenbürger des Landes Rheinland-Pfalz; Benennung des Regionaltriebzugs Fritz Walter der DB.
- Der Deutsche Fußball-Bund verleiht seit 2005 den Nachwuchsspielern des Jahres die Fritz-Walter-Medaille in Gold, Silber und Bronze. Mit dieser Auszeichnung sollen besondere Leistungen jeweils in den drei Altersklassen U 17, U 18, und U 19 geehrt werden.[111]
- 2006: Fritz-Walter-Statue von A. Grassi in Alsenborn
- 2008: Aufnahme in die Hall of Fame des deutschen Sports
- 2018: Aufnahme in die erste Elf der „Hall of Fame des deutschen Fußballs“ des Deutschen Fußballmuseums.[112]
- 2020: Anlässlich seines 100. Geburtstages gab die Deutsche Post AG ihm zu Ehren mit dem Erstausgabetag 1. Oktober eine Sonderbriefmarke heraus. Die Briefmarke im Nennwert von 95 Eurocent zeigt ihn mit dem WM-Pokal Coupe Jules Rimet. Der Entwurf stammt vom Grafiker Heribert Birnbach aus Bonn.
- Ehrenmitglied des Südwestdeutschen Fußballverbands
- In Kaiserslautern wurden die Fritz-Walter-Schule und die Fritz-Walter-Straße nach ihm benannt. Einen Fritz-Walter-Weg gibt es in Rödermark, Lampertheim und Rommerskirchen.
- Walter war Patenonkel und Vornamensgeber von Fritz Keller, der am 27. September 2019 der 13. Präsident des Deutschen Fußball-Bundes wurde.
- Die Band Sportfreunde Stiller ehrte Fritz Walter auf ihrer Fußball-CD You have to win Zweikampf anlässlich der WM 2006 mit ihrem Lied Dem Fritz sein Wetter.
- Eine Punkband nannte sich in Erinnerung an die Weltmeisterelf von 1954 Walter Elf.

## Veröffentlichungen
- 3:2 – Die Spiele zur Weltmeisterschaft. Copress-Verlag, München 1954. Zahlreiche Neuauflagen:
  - 3:2 – Die Spiele um die Weltmeisterschaft. Jubiläumsausgabe, Copress-Verlag, München 1979
  - 3:2 – Erinnerungen eines Fußball-Idols. Aktualisierte Neuauflage: Copress-Verlag, München 1992, ISBN 978-3-7679-0366-1.
  - 3:2 – Die Spiele zur Weltmeisterschaft. Jubiläumsedition zum 80. Geburtstag. Aktualisiert um: Lebensleitlinien einer Legende. Stiebner Verlag, München 2000
  - 3:2 – Das Spiel ist aus! Deutschland ist Weltmeister! Stiebner Verlag, München 2004, ISBN 978-3-7679-0869-7.
  - 3:2 – Deutschland ist Weltmeister! Eine Geschichte von Mut, Freundschaft und Teamgeist. Jubiläumsedition zum 100. Geburtstag. Copress Verlag, Grünwald 2020, ISBN 978-3-7679-1265-6.
- Spiele, die ich nie vergesse. Copress-Verlag, München 1955. Aktualisierte Neuauflage: Copress Verlag, München 1991, ISBN 978-3-7679-0362-3.
- So war es – Fußballweltmeisterschaft in Schweden. Copress-Verlag, München 1958.
- 11 Rote Jäger – Nationalspieler im Krieg. Copress-Verlag, München 1959.
- Die Spiele in Chile – Fußball-Weltmeisterschaft 1962. Copress-Verlag, München 1962.
- Der Chef – Sepp Herberger. Copress-Verlag, München 1964.
- Wie ich sie sah – Die Spiele zur Weltmeisterschaft 1966 in England. Copress-Verlag, München 1966.
- So hab’ ich’s gemacht – Meine Fussballschule (= Moewig Sportbuch. Band 1), Moewig, München 1968 .
- SV Alsenborn. Aufstieg einer Dorfmannschaft. Copress-Verlag, München 1968.